# Touch Press
Touch Press é um aclamado  desenvolvedor de aplicativos com sede em Londres. A empresa é especializada na criação de complexos aplicativos relacionados à área educacional, cobrindo temas como a tabela periódica, Ludwig van Beethoven, o sistema solar, T.S. Eliot, Shakespeare, entre outros. O aplicativo Barefoot World Atlas foi nomeado um dos 10 melhores aplicativos de todos os tempos pela Apple. A respeito do aplicativo mais recente da Touch Press, Disney Animated, o editor de aplicativos do iTunes afirmou que a recepção geral é de absoluto encantamento.

## Origem
Touch Press foi fundada por Theodore Gray, Max Whitby, John Cromie e Stephen Wolfram logo após o anúncio do lançamento do iPad.  O primeiro aplicativo publicado foi "The Elements", uma continuação do trabalho conjunto dos fundadores da empresa em um livro ilustrado sobre a tabela periódica.

## Conceito
Touch Press cria "livros animados." Seus aplicativos oferecem diversos elementos interativos, procurando levar os leitores a uma compreensão mais aprofundada do assunto exposto. A empresa faz parte de um movimento maior engajado na redefinição dos conceitos de livro e leitura para o século XXI. Touch Press é particularmente notável por suas parcerias dentro e fora da indústria editorial. Até o momento, a empresa trabalhou com a Disney, a Deutsche Grammophon, a Faber and Faber, o prêmio Nobel de Literatura Seamus Heaney, a cantora Bjork, a atriz Fiona Shaw, os atores Patrick Stewart e Stephen Fry, o escritor Andrew Motion, o pianista Stephen Hough, o maestro Esa-Pekka Salonen e a Philharmonia Orchestra, além da National Geographic.

## Aplicativos publicados pela Touch Press
- 2010  The Elements
- 2011  X is for X-Ray
- 2011  Skulls by Simon Winchester
- 2011  Gems and Jewels
- 2011  The Waste Land
- 2012  March of the Dinosaurs
- 2012  Solar System
- 2012  Leonardo da Vinci: Anatomy
- 2012  The Sonnets by William Shakespeare
- 2012  Pyramids 3D
- 2012  War Horse
- 2012  The Orchestra
- 2012  Barefoot World Atlas
- 2013  Beethoven's 9th Symphony
- 2013  The Liszt Sonata
- 2013  Disney Animated